# Schoenoplectiella raynaliana
Schoenoplectiella raynaliana là loài thực vật có hoa trong họ Cói. Loài này được (U.Scholz) Lye mô tả khoa học đầu tiên năm 2003.